# Silt'e (zone)
Pour les articles homonymes, voir Silt'e.
La zone Silt'e (aussi Silti, Siltie, ou Silte) est une zone d'Éthiopie rattachée à la région Éthiopie du Centre. Elle compte 750 398 habitants en 2007 et regroupe la majeure partie des populations Silt'es. Son chef-lieu est Worabe.

## Géographie
Depuis la redéfinition récente des zones Gurage et Halaba, la zone Silt'e est bordée au nord-ouest par la zone Gurage, au nord par la zone Est Gurage, au nord-est par le woreda spécial Mareko, à l'est par la zone Est Shewa de la région Oromia, au sud par la zone Halaba  et au sud-ouest par la zone Hadiya.
Le nord de la zone est dans le bassin versant du lac Ziway par le petit lac Abaya (ceb) qui alimente un affluent de la rivière Meki. Par contre le sud-est de la zone pourrait être dans le bassin versant du lac Shala[réf. souhaitée].
La route Butajira-Hosaena dessert notamment Kibet et Worabe.

## Histoire
En 1995, la réorganisation du pays en régions attribue ce territoire presque exclusivement peuplé de Silt'es à la zone Gurage de la région des nations, nationalités et peuples du Sud.
La zone Silt'e se détache de la zone Gurage en application d'un référendum tenu en avril 2001[réf. souhaitée].
De plus, Sankura se détache du woreda spécial Alaba pour rejoindre la nouvelle zone.
De même Mirab Azernet Berbere et Misraq Azernet Berbere se détachent du woreda Limo de la zone Hadiya et rejoignent la zone Silt'e au plus tard en 2007.
La zone rejoint la région Éthiopie du Centre en août 2023 à la suite de la dissolution de la région des nations, nationalités et peuples du Sud.

## Woredas
De 2007 à 2017, la zone est composée de huit woredas,, :
- Alicho Werero ;
- Dalocha ;
- Lanfro ;
- Mirab Azernet Berbere ;
- Misraq Azernet Berbere ;
- Sankura ;
- Silt'e ;
- Wulbareg.

Au début des années 2020, de nouvelles subdivisions à l'intérieur des woredas Silt'e et Lanfro entraînent de plus la création des woredas Kibet, Misrak Siltie, Mito, Tora et Worabe,.

## Démographie
D'après le recensement national de 2007 réalisé par l'Agence centrale de statistique d'Éthiopie, la zone compte 750 398 habitants et 6 % de la population est urbaine.
Près de 98 % des habitants sont musulmans et 2 % sont orthodoxes.
Plus de 97 % sont des Siltes, les Amharas ne représentant que 0,9 % de la population et les Gouragués 0,6 %, suivis par les Hadiya, les Alabas et les Oromos.
La langue maternelle est le silt'e pour près de 97 % de la population, l'amharique pour 1,5 %, l'hadiyya pour 0,4 %, les langues gouragué pour 0,4 % également, suivies par l'alaba et l'oromo.
Les principales villes de la zone sont Worabe et Tora avec 9 480 et 9 167 habitants respectivement en 2007, suivies par Dalocha avec 6 793 habitants et Kibet avec 5 678 habitants.
| Woreda                 | Population 2007 | Agglomérations,       |
| ---------------------- | --------------- | --------------------- |
| Alicho Werero          | 92 483          | Kawakota              |
| Dalocha                | 89 807          | Dalocha               |
| Lanfro                 | 116 114         | Tora, Mito            |
| Mirab Azernet Berbere  | 59 289          | Lera, Duna            |
| Misraq Azernet Berbere | 50 739          | -                     |
| Sankura                | 84 736          | Alem Gebeya           |
| Silt'e                 | 177 249         | Worabe, Kibet, Alkeso |
| Wulbareg               | 79 981          | Kerate                |

En 2022, la population de la zone est estimée à 1 041 293 personnes avec une densité de population de 398 personnes par km2 et 2 614 km2 de superficie.